# Curtiss-Wright

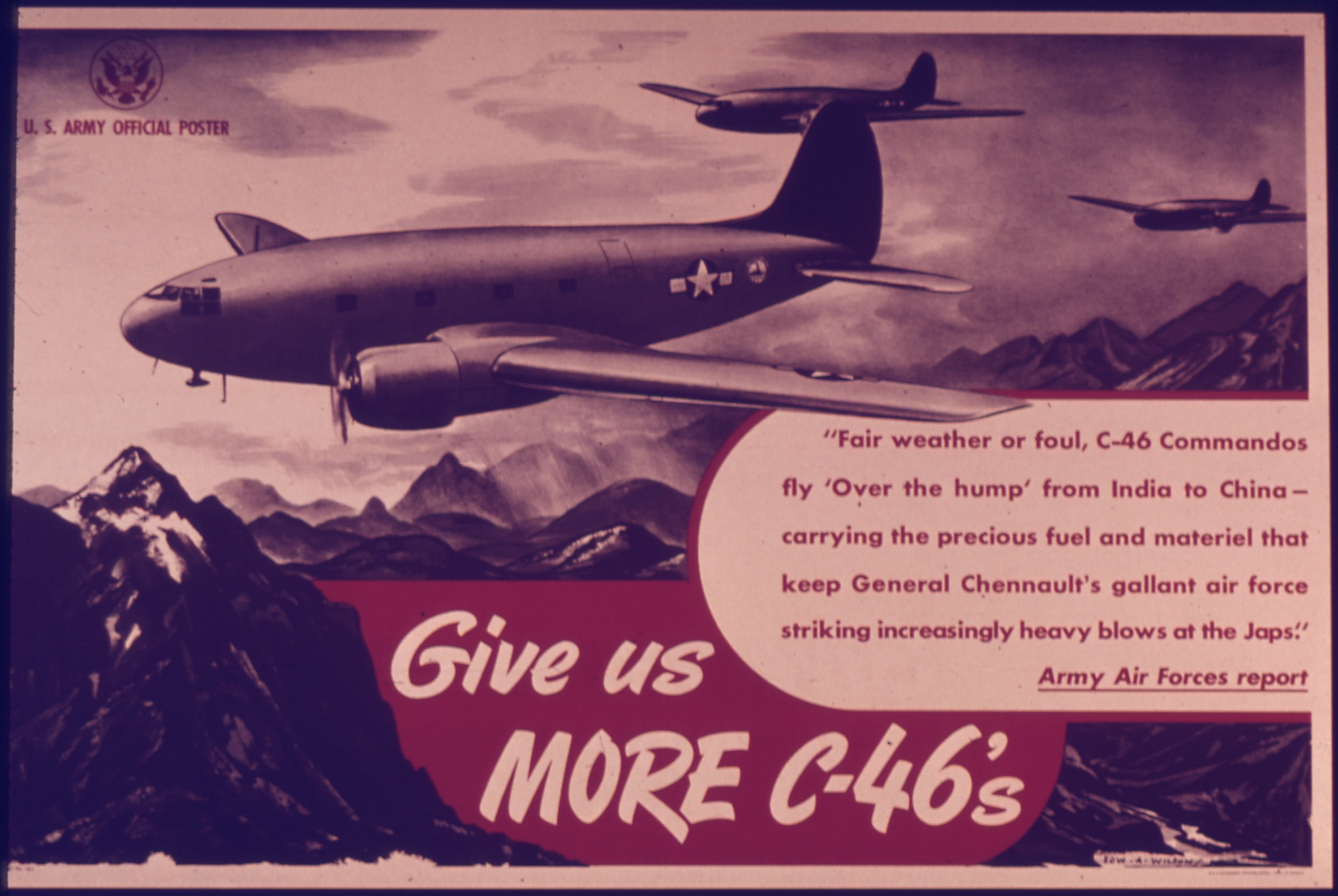
Poster met C-46.

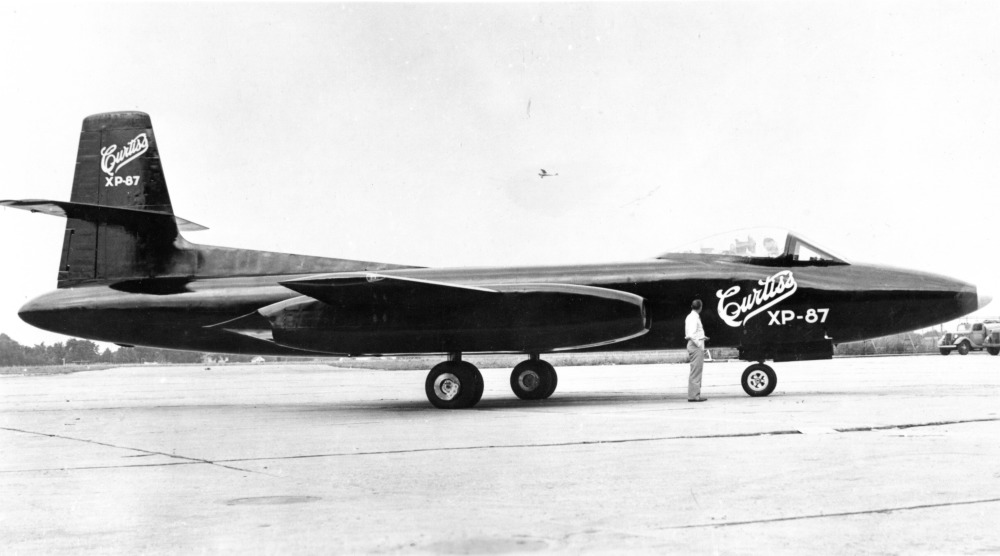
De XF-87 Blackhawk waarvoor geen orders kwamen.

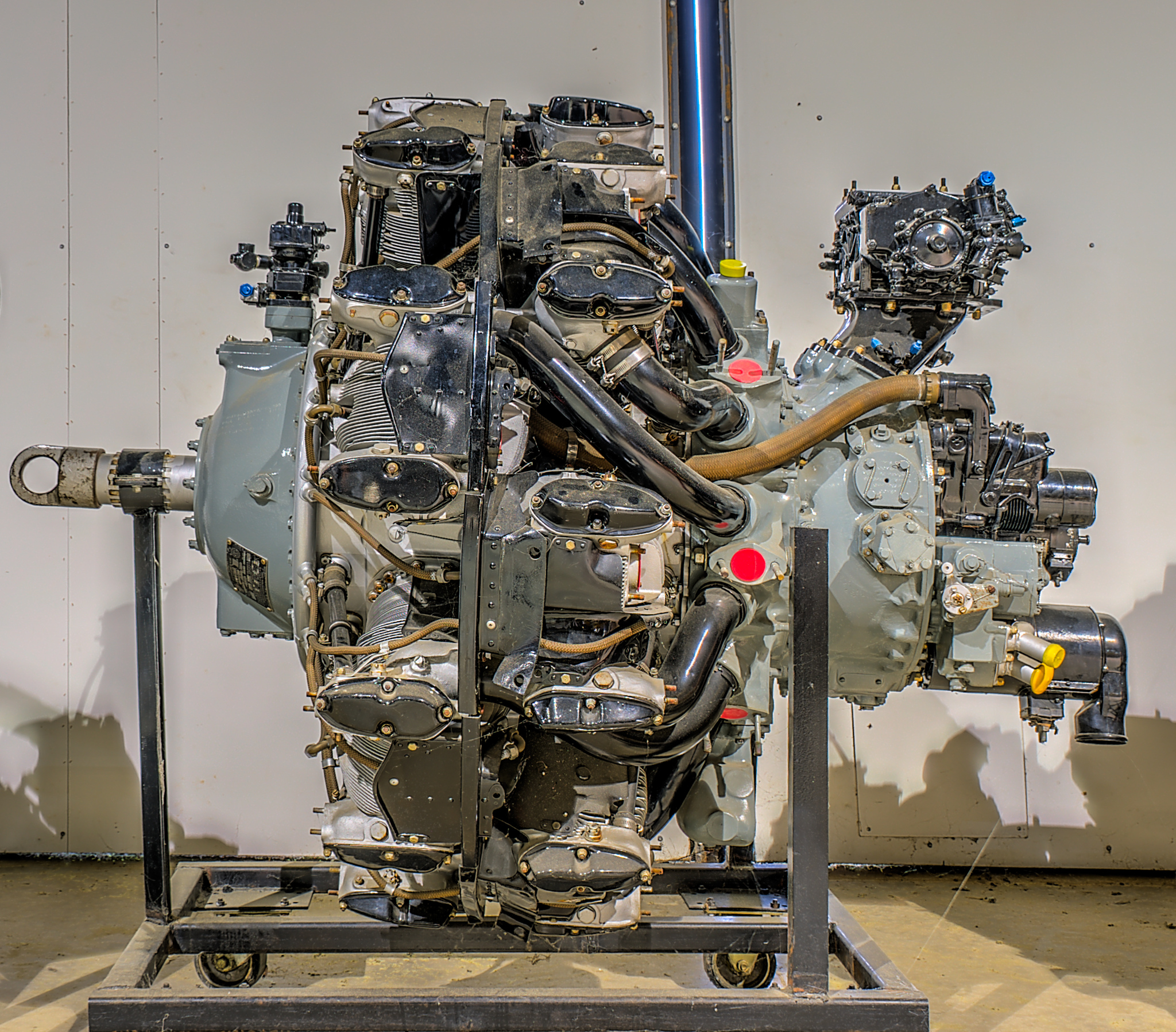
Wright R 2600 "Cyclone" radiaalmotor onder andere gebruikt in de North American B-25 Mitchell.

Curtiss-Wright Corporation is een Amerikaanse bedrijf van hoog technische producten en diensten voor de civiele en militaire luchtvaart en eveneens voor de commerciële energie-, proces- en industriële markten.

## Activiteiten
Curtiss-Wright is leverancier van hoogwaardige technische producten en diensten voor civiele en militaire luchtvaartmarkten en eveneens voor de commerciële energie-, proces- en industriële markten. De Amerikaanse overheid is veruit de belangrijkste afnemer en heeft een aandeel van iets meer dan 50% van de totale omzet.
De activiteiten zijn over drie divisies verdeeld:
- Aerospace & Industrial, levert onderdelen, componenten en diensten aan de civiele luchtvaart;
- Defense Electronics, idem maar dan met name aan de krijgsmacht en
- Naval & Power, onderdelen en machines voor de voorstuwing van schepen, generatoren, pompen, kleppen, maar ook koelsystemen voor kerncentrales.

De drie bedrijfsonderdelen zijn nagenoeg even groot gemeten naar de omzet en ontlopen elkaar niet veel wat de bijdrage aan de bedrijfswinst.

## Geschiedenis

### Begin
Op 5 juli 1929 ging Wright Aeronautical, de opvolger van de Wright Company, samen met Curtiss Aeroplane and Motor Company en de twee gingen verder als Curtiss-Wright Corporation. Twee maanden later werden Moth Aircraft Corporation en Travel Air Manufacturing Company overgenomen.
Er waren drie bedrijfsonderdelen: de Curtiss-Wright Airplane Division, die vliegtuigen maakte, Wright Aeronautical Corporation die zich richtte op de productie van vliegtuigmotoren en Curtiss-Wright Propeller Division, die propellers maakte. Na 1929 werden de meeste motoren verkocht onder de Wright marknaam, de vliegtuigen kregen de Curtiss naam al waren er uitzonderlingen op deze regel.
In de jaren 30 ontwierp en bouwde Curtiss-Wright vliegtuigen voor de militaire en civiele markten. In de crisisjaren bestelde de Amerikaanse overheid nog veel Wright motoren die het bedrijf door deze moeilijke periode hielp. In 1937 ontwikkelde het bedrijf het de P-36 Hawk gevechtsvliegtuig, wat resulteerde in de grootste militaire vliegtuigorder in vredestijd ooit. Curtiss-Wright verkocht de P-36 ook in het buitenland, waar ze in de begindagen van de Tweede Wereldoorlog nog werden gebruikt.

### Tweede Wereldoorlog
Tijdens de Tweede Wereldoorlog produceerde Curtiss-Wright 142.840 vliegtuigmotoren, 146.468 propellers en 29.269 vliegtuigen. Op het hoogtepunt had het zo’n 180.000 medewerkers in dienst en stond op de tweede plaats van de Amerikaanse bedrijven wat betreft de waarde van productiecontracten in oorlogstijd. Alleen General Motors was nog groter.
De vliegtuigproductie omvatte bijna 14.000 P-40 Warhawk-jagers, vooral beroemd geworden door het gebruik de door Claire Lee Chennault's Flying Tigers in China. Verder maakte het meer dan 3000 C-46 Commando- transportvliegtuigen en nog later in de oorlog meer dan 7000 SB2C Helldivers. 
In mei 1942 kreeg Curtiss-Wright de opdracht om de C-76 Caravan, een vrachtvliegtuig grotendeels van hout, te produceren in Louisville. Tijdens de ontwikkeling bleek er voldoende aluminium beschikbaar te zijn voor de vliegtuigbouw en werd het project gestaakt. De fabriek in Louisville werd omgebouwd en geschikt gemaakt voor de productie van de C-46 Commando. Hier werden 438 C-46 gemaakt en in de fabriek van Buffalo nog eens ongeveer 2500 stuks. De C-46 was uitgerust met twee krachtige stermotoren en kon op grotere hoogten meer vracht vervoeren dan enig ander geallieerd vliegtuig. Bijgevolg werd het op grote schaal gebruikt in de regio van China-Birma-India en voor transporten over het Himalayagebergte.
De vliegtuigen kwamen uit de belangrijkste fabriek in Buffalo (New York), maar in de oorlog werd een tweede grote fabriek toegevoegd in Buffalo, gevolgd door nieuwe fabrieken in Columbus (Ohio); Saint Louis (Missouri) en Louisville (Kentucky). De productie van motoren en propellers vond plaats in fabrieken in de staten New Jersey, Pennsylvania en Ohio.

### Na de oorlog
Ondanks pogingen slaagde Curtiss-Wright er niet in om de overstap te maken naar het ontwerp en de productie van straalvliegtuigen. In de oorlog had het bedrijf te weinig aandacht en geld besteed aan onderzoek en ontwikkeling van een nieuwe generatie vliegtuigen en motoren. Het lukte Curtiss-Wright niet om meer geavanceerde vleugels en vliegtuigrompen te ontwikkelen en de concurrentie sprong in het gat wat hierdoor ontstond. De P-60, het laatste gevechtsvliegtuig van het bedrijf, was een propeller toestel en een verbeterde versie van de P-36 Hawk. Hier maakte het bedrijf geen indruk mee en orders bleven uit.  Door het onderzoek van de Senaatscommissie-Truman naar de besteding van de oorlogsbudgetten kwam veel kritiek los over slechte materialen, defecte motoren en behoudzuchtige ontwerpen.
Met de snelle technologische ontwikkeling van de straalmotor en de komst van supersonische vluchten raakte Curtiss-Wight verder achter op de concurrentie. Toen de XF-87 Blackhawk het verloor van de Northrop F-89 Scorpion gooide Curtiss-Wright de handdoek in de ring en verkocht de vliegtuigafdeling aan North American Aviation.
Nadat de regering de verdere ontwikkeling van de straalmotor aan General Electric had gegeven, ging de focus van Curtiss-Wright naar zuigermotoren en de productie van propellers voor militaire transportvliegtuigen en civiele vliegtuigen. in 1950 kreeg het een licentie voor de bouw van de Armstrong Siddeley Sapphire-straalmotor van de gelijknamige Britse fabrikant en bracht deze als de Wright J65 op de markt. Deze motor werd gebruikt in Martin B-57 Canberra bommenwerper, een afgeleide versie van de English Electric Canberra, maar deze en latere versies vonden niet veel afnemers. Korte tijd werd nog gewerkt aan een versie van de wankelmotor van NSU voor toepassing in vliegtuigen, maar ook dit was niet succesvol.
In 1954 kocht United Airlines vier vluchtsimulators van Curtiss-Wright. Deze simulators kregen extra’s als beeld, geluid en beweging. Ze waren de eerste moderne vluchtsimulators voor commerciële vliegtuigen.
Van 1956 tot 1959 zocht Curtiss-Wright nog samenwerking met de in financiële moeilijkheden verkerende autofabrikant Studebaker-Packard Corporation. De relatie hield drie jaar stand en Curtiss-Wright trok zich terug. Curtiss-Wright had de ontwikkeling van de straalmotor gemist, en in de jaren zestig schakelde het over op componenten voor vliegtuigen en schepen waaronder kernonderzeeboten.
Aan het begin van de 21e eeuw was Curtiss-Wright een klein bedrijf en realiseerde een jaaromzet van minder dan US$ 300 miljoen. Er volgde een reeks van overnames waardoor het bedrijf in 2020 weer een omzet had van ruim US$ 2,5 miljard.
In 2002 werd Penny & Giles overgenomen, een leverancier van flightdatarecorders en sensorapparatuur. In 2003 werd Systran Corporation, een leverancier van zeer gespecialiseerde, hoogwaardige datacommunicatieproducten voor de lucht- en ruimtevaart en defensie, industriële automatisering en medische beeldmarkten. In 2013 werd Exlar Corporation geacquireerd voor US$ 85 miljoen. Op 2 november 2020 werd Pacific Star Communications, leverancier van militaire communicatieapparatuur, overgenomen voor US$ 400 miljoen.

## Naslagwerken
- (en)  Bowers, Peter M. Curtiss Aircraft 1907–1947. Putnam & Company Ltd. (1979) ISBN 0-370-10029-8
- (en)  Eltscher, Louis R. en Young, Edward M. Curtiss-Wright – Greatness and Decline. New York: Twayne Publishers (1998) ISBN 0-8057-9829-3